# Góra Sabine’a
Góra Sabine’a (ang. Mount Sabine) – szczyt Gór Admiralicji w Górach Transantarktycznych na Ziemi Wiktorii w Antarktydzie Wschodniej.

## Nazwa
Nazwa, nadana przez Jamesa Clarka Rossa (1800–1862), upamiętnia Edwarda Sabine’a (1788–1883), sekretarza do spraw zagranicznych Royal Society, który wspierał wyprawę antarktyczną Rossa .

## Geografia
Szczyt Gór Admiralicji w Górach Transantarktycznych na Ziemi Wiktorii w Antarktydzie Wschodniej wznoszący się na wysokość 3720 m . Położony jest między czołami lodowców Murray Glacier i Burnette Glacier  na północ od Mount Herschel .

## Historia
Został odkryty w styczniu 1841 roku przez Jamesa Clarka Rossa (1800–1862) . 